# B-spline
No subcampo da matemática da análise numérica, uma B-spline é uma função spline que tem o mínimo suporte em relação a um determinado grau, suavidade, e partição do domínio. Um teorema fundamental estabelece que cada função spline de um determinado grau, suavidade, e partição do domínio, pode ser representada como uma combinação linear de B-splines do mesmo grau e suavidade, e sobre a mesma partição. o termo B-spline foi cunhado por Isaac Jacob Schoenberg e é a abreviatura de spline básico. Os B-splines podem ser valorados de uma maneira estável numericamente pelo algoritmo de Boor.

## Introdução
O Termo "B-spline" é uma abreviação de "basis spline". Uma função Spline de ordem n é como uma junção de vários pedaços de funções polinomiais de ordem n-1. Os lugares onde as funções se encontram não chamados de nós. As curvas splines são contínuas nos nós, e as suas derivativas também, dependendo da ordem da spline e da multiplicidade dos nós ( ex: um nó de multiplicidade 2 é um nó duplo, dois nós na mesma posição. )
A grande vantagem das curvas b-spline em relação às curvas de bézier de ordem alta, é a propriedade da modificação local, ou seja, a alteração de um nó afeta a curva apenas de forma local, dependendo do grau da curva para determinar o alcança da alteração.